# Rafi (Partei)
Rafi (hebräisch רפ״י, ein Akronym für Reschimat Poʿalei Israel hebräisch רשימת פועלי ישראל ‚Liste der Arbeiter Israels‘) war eine linke Partei in Israel, die von David Ben-Gurion im Jahre 1965 gegründet wurde. 1968 war Rafi eine von drei Parteien, die in der Israelischen Arbeitspartei Avoda aufgingen.

## Geschichte
Während der Fünften Legislaturperiode der Knesset verließen David Ben-Gurion und weitere sieben Mitglieder der regierenden Mapai am 14. Juli 1965 die Fraktion der Mapai und gründeten die Liste Rafi. Einer der Hauptgründe war der Umgang mit Pinchas Lawon während der Lawon-Affäre. Mit der Gründung als Liste wollten sich die Gründer die Möglichkeit offenhalten, bei einer Veränderung der politischen Gegebenheiten wieder zur Mapai zurückzukehren. Auch die Vereinigung der Mapai mit Achdut haʿAvoda zu HaMaʿarach war ein Abspaltungsgrund.
Bei den Wahlen in Israel 1965 erreichte Rafi 7,9 Prozent und stellte somit zehn Abgeordnete in der Sechsten Knesset. Dies war zuvor noch keiner Partei in Israel gelungen, die nach der Israelischen Unabhängigkeitserklärung gegründet worden war.
Vor dem Sechstagekrieg verhandelten Rafi und Gachal über die Bildungen einer Koalitionsregierung, um die Regierung Levi Eschkol abzulösen und die Macht der Mapai zu brechen. Durch die ständige Demontage von Levi Eschkol in der Öffentlichkeit und dem damit verbundenen Ansehensverlust war er schließlich gezwungen, beim Ausbruch des Sechstagekrieges eine Regierung der nationalen Einheit zu formieren. An dieser beteiligte sich auch der Kampagnepartner Gachal, jedoch wurde David Ben-Gurion nicht in die Regierung aufgenommen, sondern Mosche Dajan.
Den Zusammenschluss mit der Mapai und Achdut haʿAvoda am 23. Januar 1968 zur ʿAvoda machte David Ben-Gurion nicht mit und verblieb als fraktionsloses Mitglied der Knesset bis zum Ende der Legislaturperiode.

## Abgeordnete in der Knesset
| Knesset (Anzahl Mandate) | Abgeordnete der Knesset | Anmerkungen                                                           |
| ------------------------ | --- | --------------------------------------------------------------------- |
| Fünfte (8)               | Joseph Aharon Almogi, David Ben-Gurion, Gideon Ben-Israel, Mosche Dajan, Amos Degani, Hannah Lamdan, Schimon Peres, Yizhar Smilansky                                    |                                                                       |
| Sechste (10)             | Joseph Aharon Almogi, David Ben-Gurion, Mordechai Ben-Porat, Mosche Dajan, Mathilda Guez, Jitzchak Nawon, Schimʿon Peres, Yizhar Smilansky, Mordechai Surkis, Tzvi Tzur | Aryeh Bahir ersetzte Tzvi Tzur, Amos Degani ersetzte Yizhar Smilansky |